# Bahnstrecke Herzogenburg–Krems
| |                      |                                            |                                            |
| |                      |                                            |                                            |
| Streckennummer (ÖBB): | 173 01               |                                            |                                            |
| Kursbuchstrecke (ÖBB): | 820                  |                                            |                                            |
| Streckenlänge: | 20,308 km            |                                            |                                            |
| Spurweite: | 1435 mm (Normalspur) |                                            |                                            |
| Streckenklasse: | D4                   |                                            |                                            |
| Maximale Neigung: | 17 ‰                 |                                            |                                            |
| Minimaler Radius: | 244 m                |                                            |                                            |
| Streckengeschwindigkeit: | 90 km/h              |                                            |                                            |
| Zugbeeinflussung: | PZB                  |                                            |                                            |
| |                      |                                            |                                            |
| \| \| \| Tullnerfelder Bahn von St. Pölten \| \| \| \| 0,000 \| Herzogenburg \| 231 m ü. A. \| \| \| \| Tullnerfelder Bahn nach Tulln an der Donau \| \| \| \| 1,128 \| Herzogenburg-Wielandsthal \| 231 m ü. A. \| \| \| 3,854 \| Ederding 22.04.1932 aufgelassen \| 271 m ü. A. \| \| \| 7,459 \| Statzendorf \| 271 m ü. A. \| \| \| 10,516 \| Meidling im Tal (bis 12. Dez. 2015) \| 264 m ü. A. \| \| \| 10,999 \| Anschlussbahn Schotterwerk Wanko (AWANST) \| Anschlussbahn Schotterwerk Wanko (AWANST) \| \| \| 12,553 \| Paudorf \| 255 m ü. A. \| \| \| 13,792 \| Klein Wien (bis 12. Dez. 2015) \| 246 m ü. A. \| \| \| 15,000 \| Göttweiger Tunnel (135 m) \| Göttweiger Tunnel (135 m) \| \| \| 15,628 \| Furth-Göttweig \| 221 m ü. A. \| \| \| 17,228 \| Furth-Palt \| 203 m ü. A. \| \| \| 19,090 \| Palt Rollfähre 21. Dez. 1951 aufgelassen \| 197 m ü. A. \| \| \| 19,700 \| Kremser Eisenbahnbrücke \| Kremser Eisenbahnbrücke \| \| \| \| Donauuferbahn von St. Valentin \| \| \| \| 20,308 \| Krems an der Donau \| 199 m ü. A. \| \| \| \| Franz Josefs Bahn nach Absdorf-Hippersdorf \| \| |                      |                                            |                                            |
| Strecke |                      | Tullnerfelder Bahn von St. Pölten          | Tullnerfelder Bahn von St. Pölten          |
| Bahnhof | 0,000                | Herzogenburg                               | 231 m ü. A.                                |
| Abzweig geradeaus und nach rechts |                      | Tullnerfelder Bahn nach Tulln an der Donau | Tullnerfelder Bahn nach Tulln an der Donau |
| Haltepunkt / Haltestelle | 1,128                | Herzogenburg-Wielandsthal                  | 231 m ü. A.                                |
| ehemaliger Haltepunkt / Haltestelle | 3,854                | Ederding 22.04.1932 aufgelassen            | 271 m ü. A.                                |
| Bahnhof | 7,459                | Statzendorf                                | 271 m ü. A.                                |
| ehemaliger Haltepunkt / Haltestelle | 10,516               | Meidling im Tal (bis 12. Dez. 2015)        | 264 m ü. A.                                |
| Abzweig geradeaus und nach rechts | 10,999               | Anschlussbahn Schotterwerk Wanko (AWANST)  | Anschlussbahn Schotterwerk Wanko (AWANST)  |
| Bahnhof | 12,553               | Paudorf                                    | 255 m ü. A.                                |
| ehemaliger Haltepunkt / Haltestelle | 13,792               | Klein Wien (bis 12. Dez. 2015)             | 246 m ü. A.                                |
| Tunnel | 15,000               | Göttweiger Tunnel (135 m)                  | Göttweiger Tunnel (135 m)                  |
| Haltepunkt / Haltestelle | 15,628               | Furth-Göttweig                             | 221 m ü. A.                                |
| Bahnhof | 17,228               | Furth-Palt                                 | 203 m ü. A.                                |
| ehemaliger Haltepunkt / Haltestelle | 19,090               | Palt Rollfähre 21. Dez. 1951 aufgelassen   | 197 m ü. A.                                |
| Brücke über Wasserlauf | 19,700               | Kremser Eisenbahnbrücke                    | Kremser Eisenbahnbrücke                    |
| Abzweig geradeaus und von links |                      | Donauuferbahn von St. Valentin             | Donauuferbahn von St. Valentin             |
| Bahnhof | 20,308               | Krems an der Donau                         | 199 m ü. A.                                |
| Strecke |                      | Franz Josefs Bahn nach Absdorf-Hippersdorf | Franz Josefs Bahn nach Absdorf-Hippersdorf |

Die Bahnstrecke Herzogenburg–Krems (auch Kremser Bahn) ist eine eingleisige, nicht elektrifizierte Nebenbahn im österreichischen Bundesland Niederösterreich. Sie verbindet Herzogenburg mit Krems an der Donau und führt durch das Tal des Fladnitzbaches und über den Statzendorfer Berg, bevor sie in Herzogenburg in die Tullnerfelder Bahn mündet.

## Geschichte
Pläne, St. Pölten eisenbahntechnisch den Norden zu erschließen, gab es, seit 1860 die Westbahn eröffnet wurde und den Bahnhof St. Pölten bediente. 1865 entschied sich das für den Eisenbahnbau zuständige Konsortium jedoch, durch die k.k. priv. Kaiser Franz Josephs-Bahn (KFJB) die Gebiete nördlich der Donau an das Eisenbahnnetz von Wien aus anzuschließen. 1872 wurde die Flügelbahn nach Krems und 1885 die Tullnerfelder Bahn errichtet, womit nurmehr der Lückenschluss nach Krems notwendig war. Eine Verbindung von Furth nach Traismauer war zwar ebenso angedacht, wurde aber nie verwirklicht.
1887 genehmigte das k.k. Handelsministerium in Wien den Antrag der privaten Österreichischen Lokaleisenbahngesellschaft zum Bau der Verbindung Krems–Herzogenburg und am 16. Juli 1889 wurde die Strecke zusammen mit der Kamptalbahn eröffnet. Die Bahnhöfe in Statzendorf und Furth-Palt sind daher auch baugleich mit den Bahnhöfen in Gars und Horn.
Zum Fahrplanwechsel im Dezember 2015 wurden – neben vielen anderen Haltepunkten in Niederösterreich – die Bahnhaltestellen Klein-Wien sowie Meidling im Tal, trotz massiver Kritik seitens der betroffenen Gemeinden, aufgelassen.

### Militärische Betriebsführung
Die Bahnstrecke wurde von 1889 bis zum Beginn des Ersten Weltkrieges als Übungsstrecke des Eisenbahnregiments Korneuburg betrieben, wobei jeweils 2 Offiziere und 88 Mann zur Ausbildung und zum Betrieb der Bahnstrecke abgestellt waren, die wiederum von Beamten der k.k. Staatsbahnen überwacht wurden. Nur im Kassen- und Stationsdienst waren ausschließlich Beamte der k.k. Staatsbahnen eingesetzt.

### Bergbau
Die k.k. Staatsbahnen betrieben einen Steinbruch am Grünberg bei Furth sowie den heute noch bestehenden großen Granulitbruch des Schotterwerkes Wanko. Dieser Steinbruch war von 1896 bis 1927 im Besitz der k.k. Staatsbahnen. Im Steinbruch am Grünberg waren nachweislich Angehörige des Eisenbahnregiments eingesetzt und führten militärische Sprengübungen durch.
In der Umgebung von Statzendorf wurde bis 1941 Glanzkohle gefördert, mit einer Seilbahn in die Sortieranlage beim Bahnhof Statzendorf befördert und anschließend in die Bahn verladen.

## Streckenverlauf
Vom im Traisental liegenden Bahnhof Herzogenburg zweigt unsere Strecke am Nordkopf nordwestwärts ab und erreicht den Höhenrücken zum Fladnitztal. Dieser wird im Seitengraben über Wielandsthal und Ederding kurvenreich bewältigt, anschließend geht es im Tal nordwärts über Statzendorf bis Unterwölbling, wo die Fladnitz in den westlichen Dunkelsteiner Wald eintritt. Die bewaldeten Hänge treten nun nah an Straße und Eisenbahn heran, im kleinen Becken von Paudorf verlässt die Bahnlinie jedoch im Gegensatz zur Landesstraße 100 nicht die Gewässerfurche, sondern folgt dieser am Westfusse des Göttweiger Berges. Die von der Fladnitz umflossene Engstelle des „Halses“ wird von unserer Linie mit dem Göttweiger Tunnel direkt nach Furth abgekürzt umfahren. Das Tal weitet sich nun zur Donauniederung hin, sodass die Eisenbahn geradewegs über die Kremser Donaubrücke zum Bahnhof Krems gelangt.

## Zugverkehr

### Aktueller Zugverkehr
Die Strecke wird ganztägig mit Triebwagen der Reihe 5047 und vereinzelt der Reihe 5022 befahren.
In den Morgen- und Abendstunden werden neben den Dieseltriebwagen auch lokomotivbespannte Wendezüge eingesetzt. Hierbei werden Lokomotiven der Reihe 2016 sowie Inlandsreisezugwagen der ÖBB (auch „Cityshuttle-Wagen“ genannt) benutzt.
Derzeit wird die Bahnstrecke bis Mitternacht und ab vier Uhr morgens mindestens im Stundentakt bedient, nachdem über die letzten Jahre der Bahnverkehr schrittweise verbessert wurde. Seit 2023 ist ein Großteil des stündlichen Verkehrs über Krems und Hadersdorf am Kamp über die Kamptalbahn nach Horn bzw. Sigmundsherberg durchgebunden.

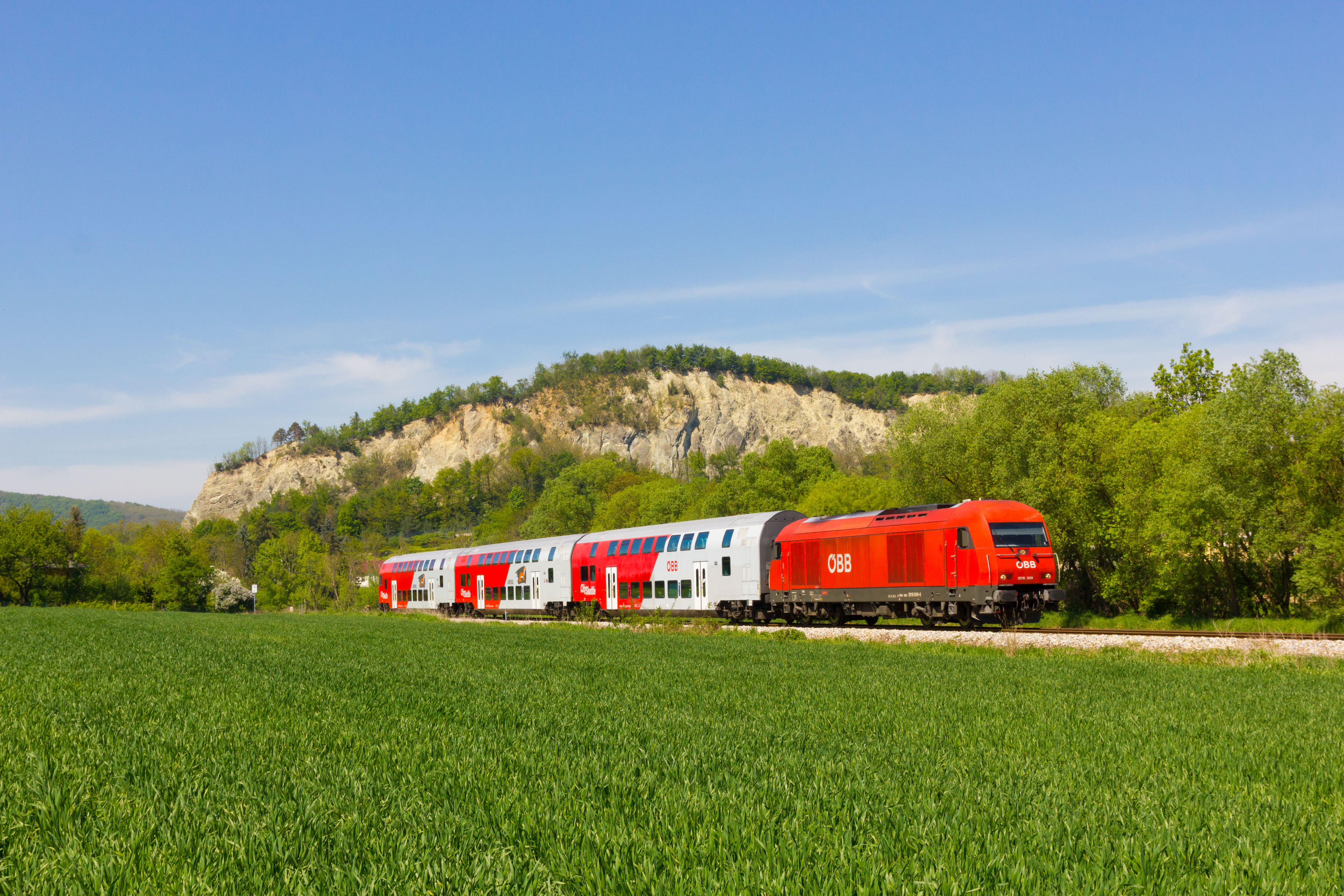
Doppelstockwagen bis 2019 auf der Strecke im Einsatz

### Ehemaliger Zugverkehr
Seit März 2022 ist die Diesel-Lokomomotive ÖBB 2143 nicht mehr anzutreffen.
Bis 2019 wurden in den Stoßzeiten auch Doppelstockwagen der ÖBB benutzt.

## Zukunft
Laut Rahmenplan der ÖBB für das „Zielnetz 2025+“ war die Elektrifizierung der Bahnstrecke für das Jahr 2017 geplant, welche voraussichtlich zwei Jahre dauert und auch eine Aufweitung des Göttweiger Tunnels beinhalten soll. Die Kosten für dieses Projekt belaufen sich auf zirka auf 43,6 Millionen Euro. Durch Zeitverschiebungen bei Bahnprojekten in ganz Österreich, welche 2018 bekanntgegeben wurden, sollen Ausbau und Elektrifizierung erst im Jahr 2025 erfolgen. Ende Juni 2019 wurde bekanntgegeben, dass der Ausbau und die Elektrifizierung bis 2027 erfolgen sollen.
Im Jahr 2025 wurden durch die neue Bundesregierung diverse Sparmaßnahmen angekündigt. Die Bahnstrecke soll nun erst 2040 elektrifiziert sein.
Ab dem Jahr 2028 sollen die Dieseltriebwagen der Reihe 5047 von 16 Stück Stadler Flirt Akku abgelöst werden.

## Bilder

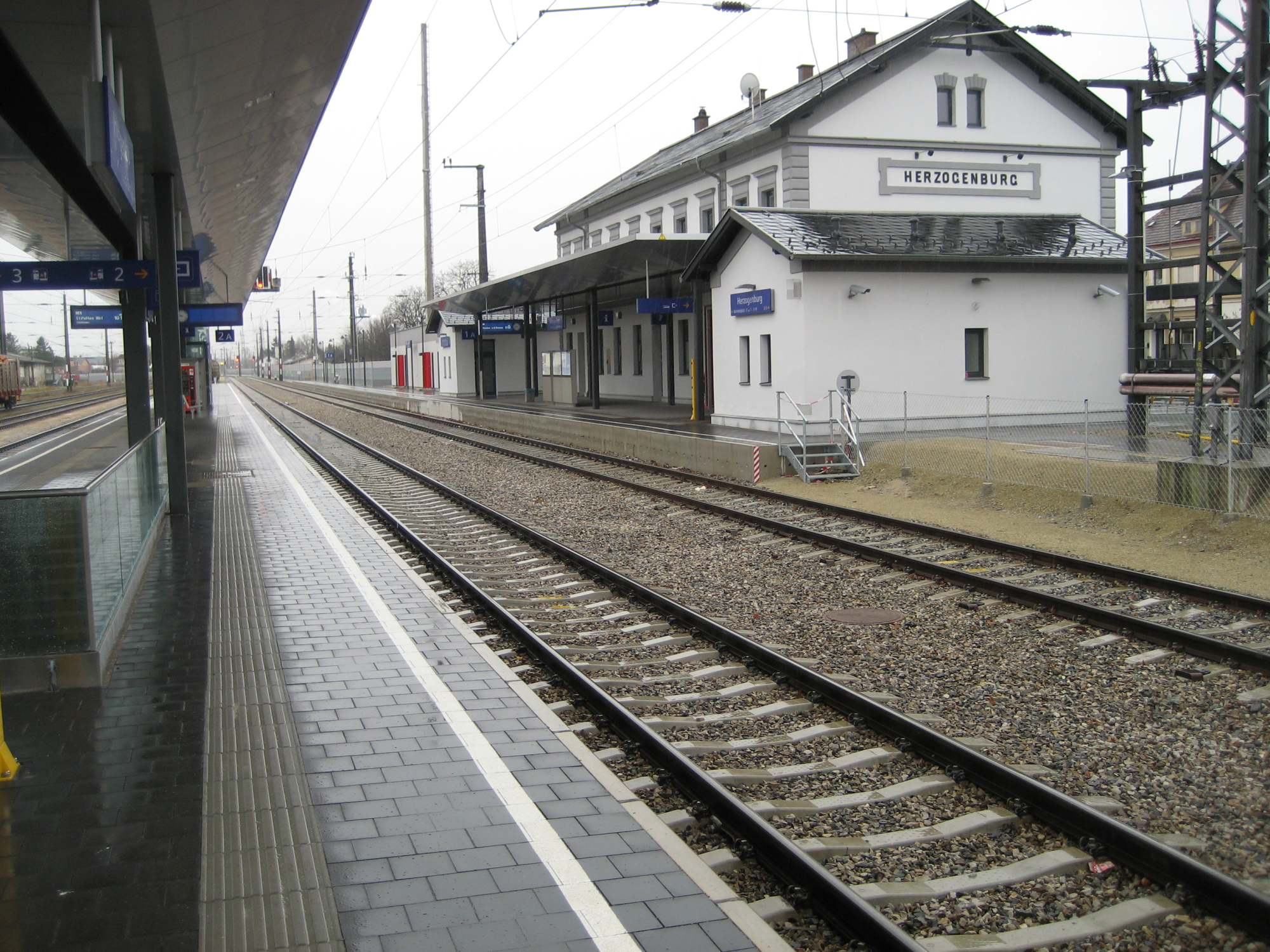
Bahnhof Herzogenburg, Abzweigung zur Tullnerfelder Bahn
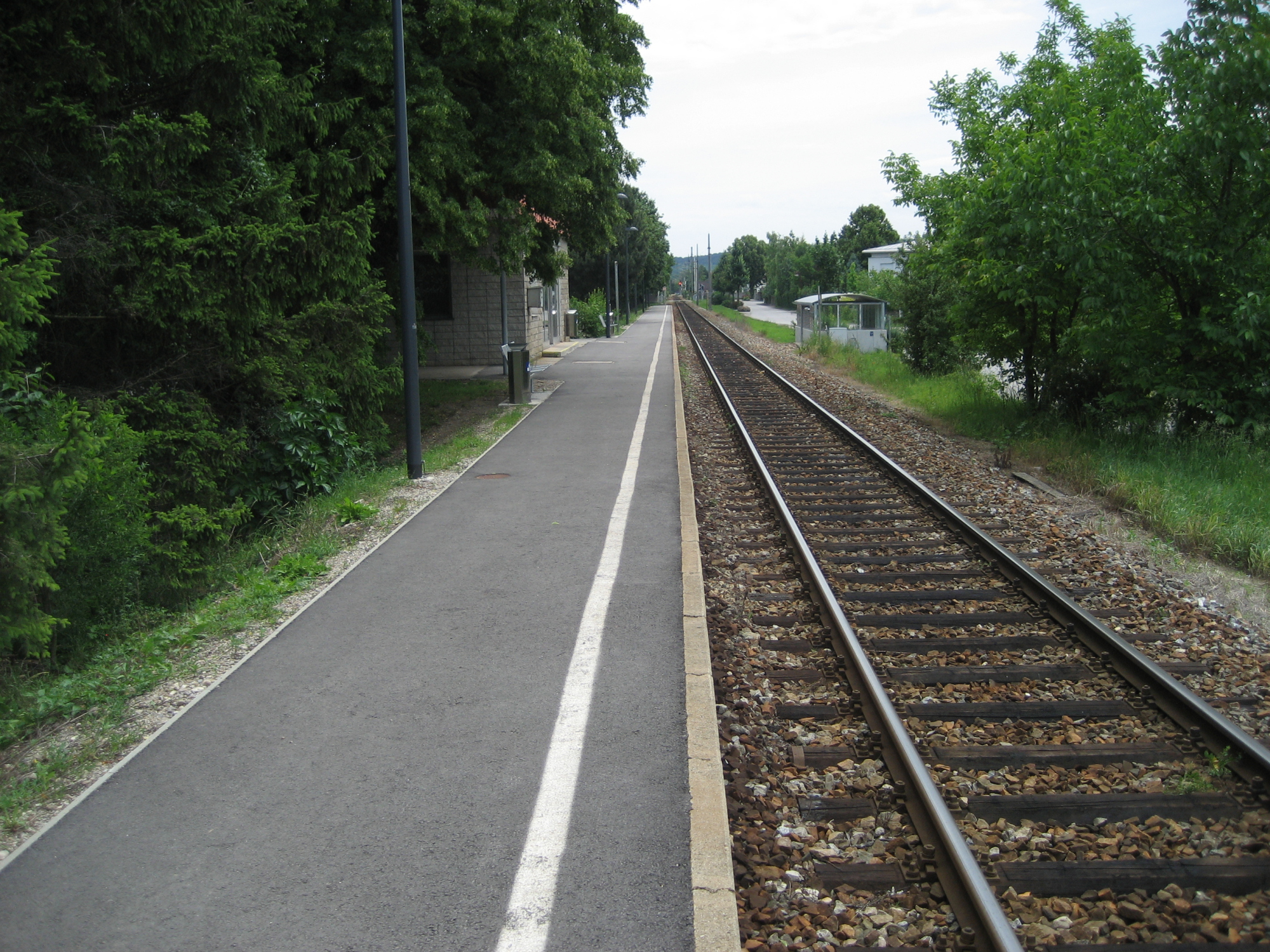
Haltestelle Herzogenburg-Wielandsthal
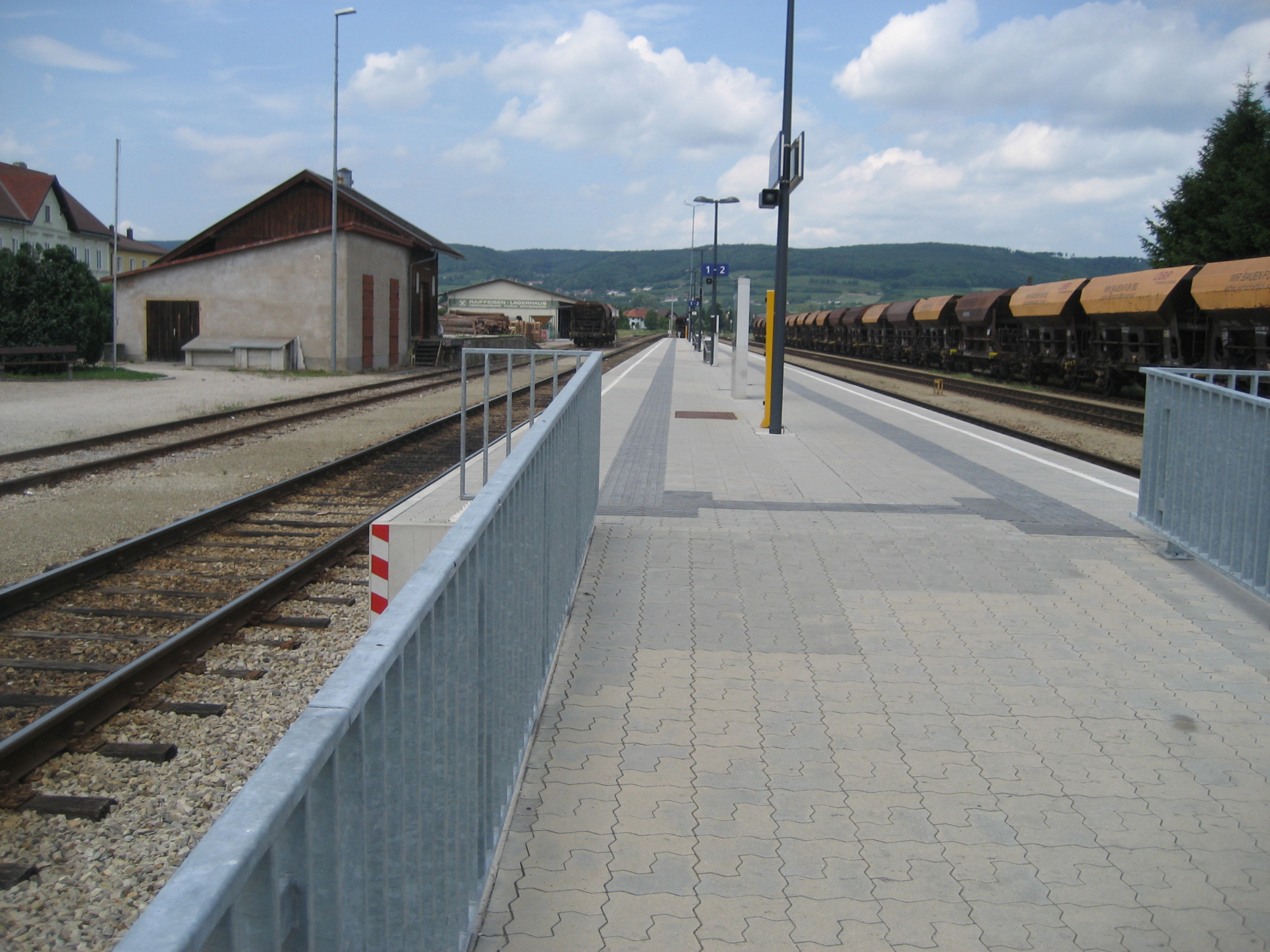
Bahnhof Statzendorf mit Blick Richtung Dunkelsteinerwald
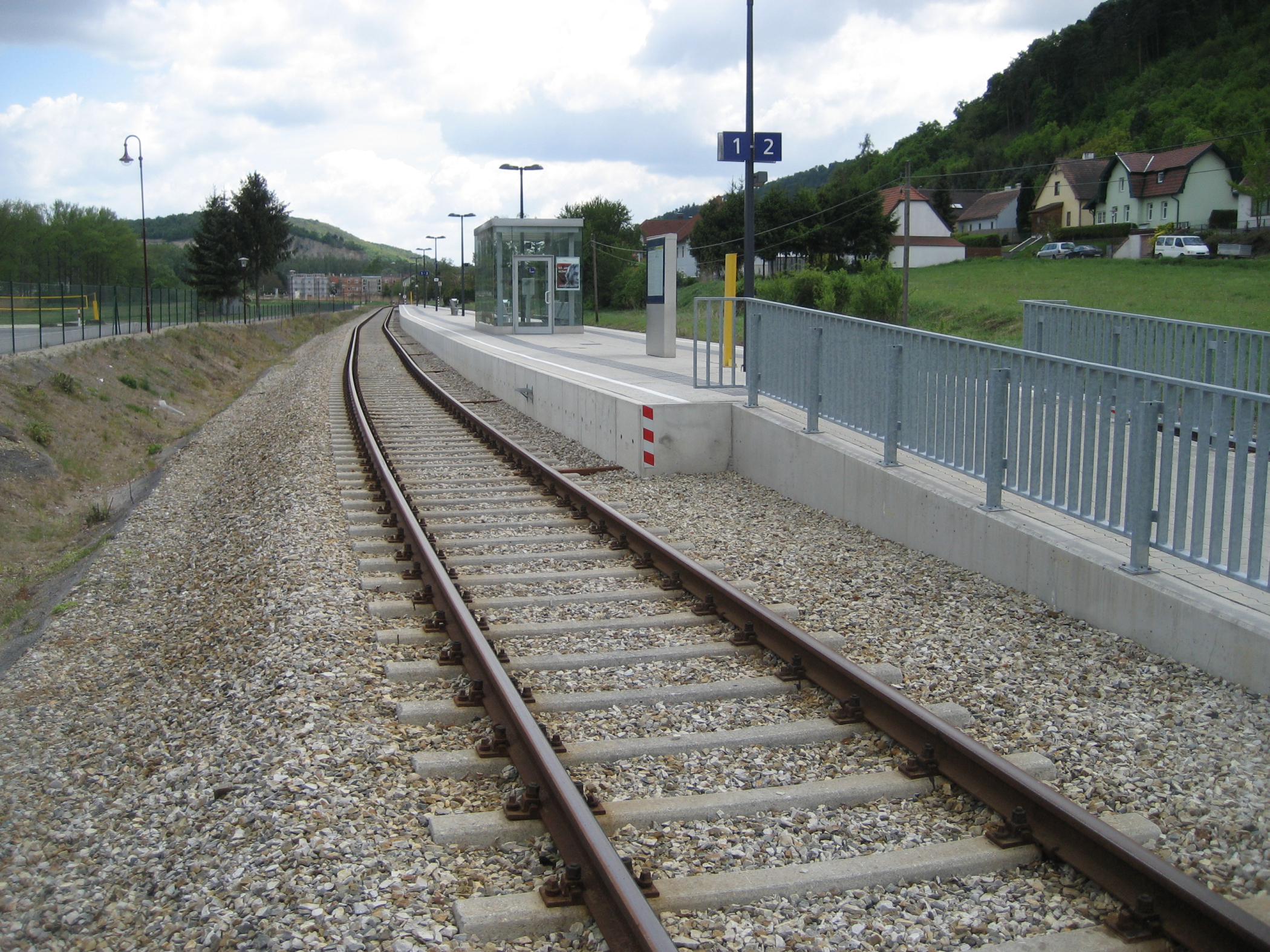
Bahnhof Paudorf
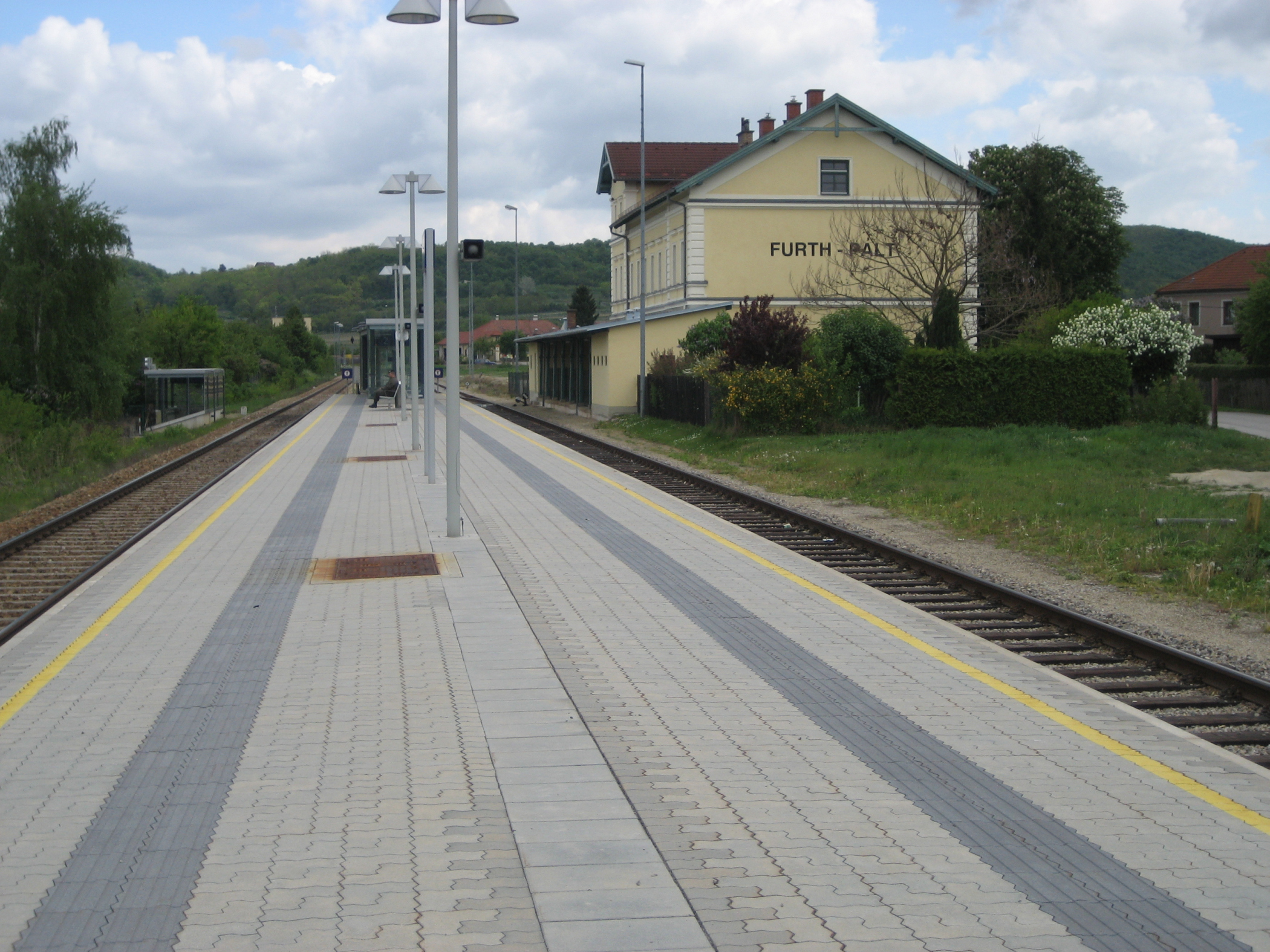
Bahnhof Furth-Palt, in Furth bei Göttweig
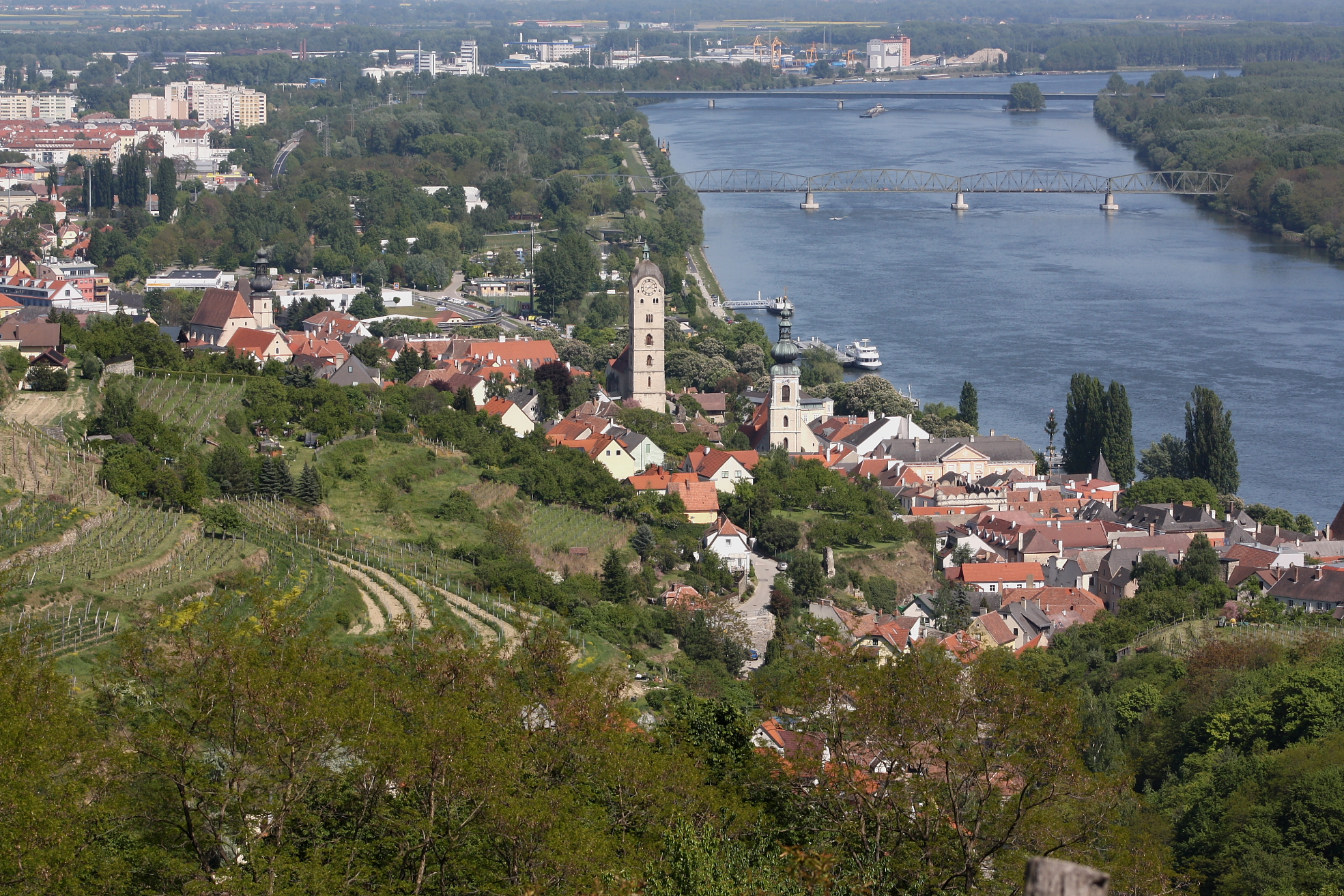
Blick vom Kremser Stadtteil Stein auf die Kremser Eisenbahnbrücke
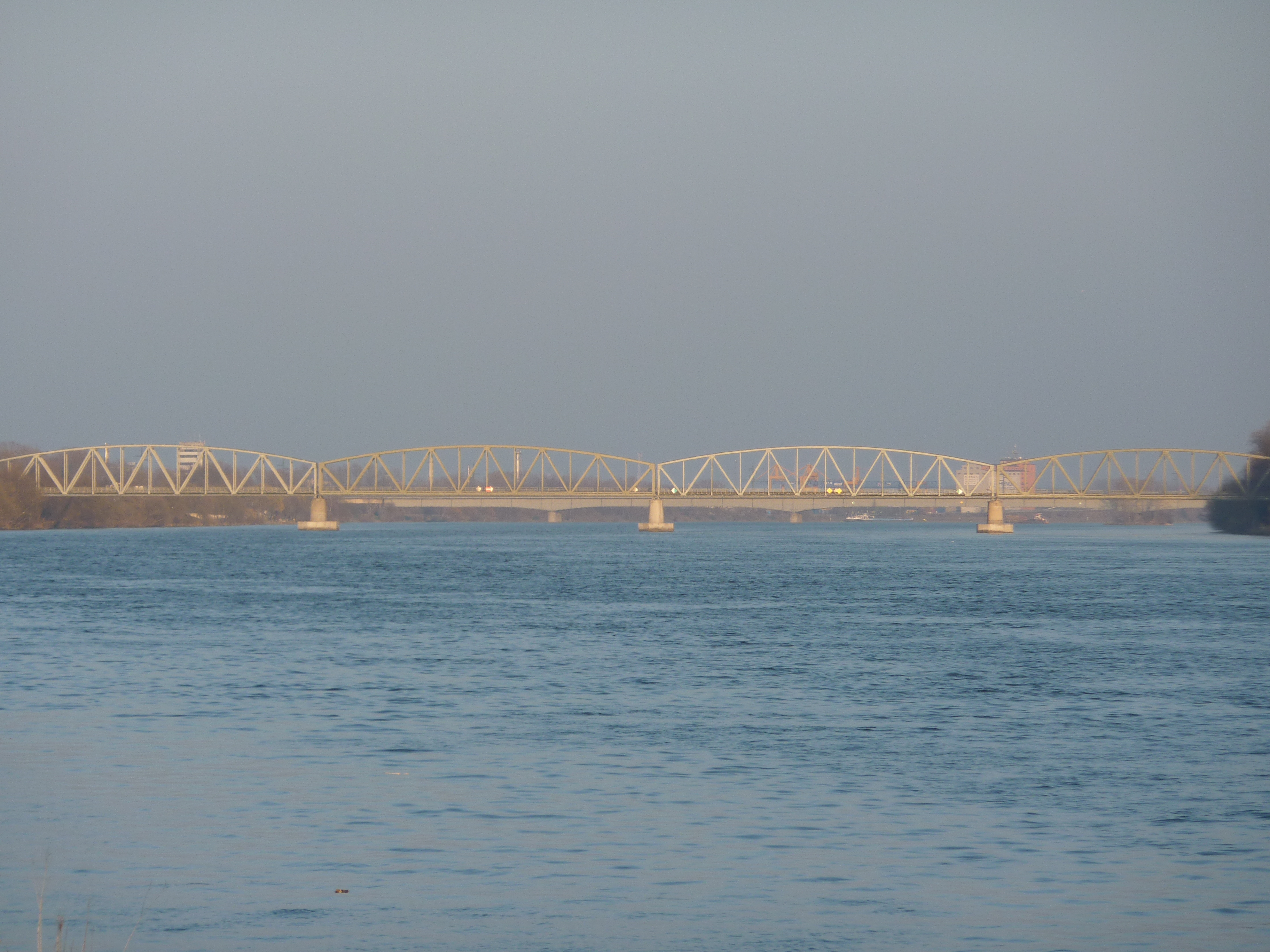
Die Kremser Eisenbahnbrücke von Westen
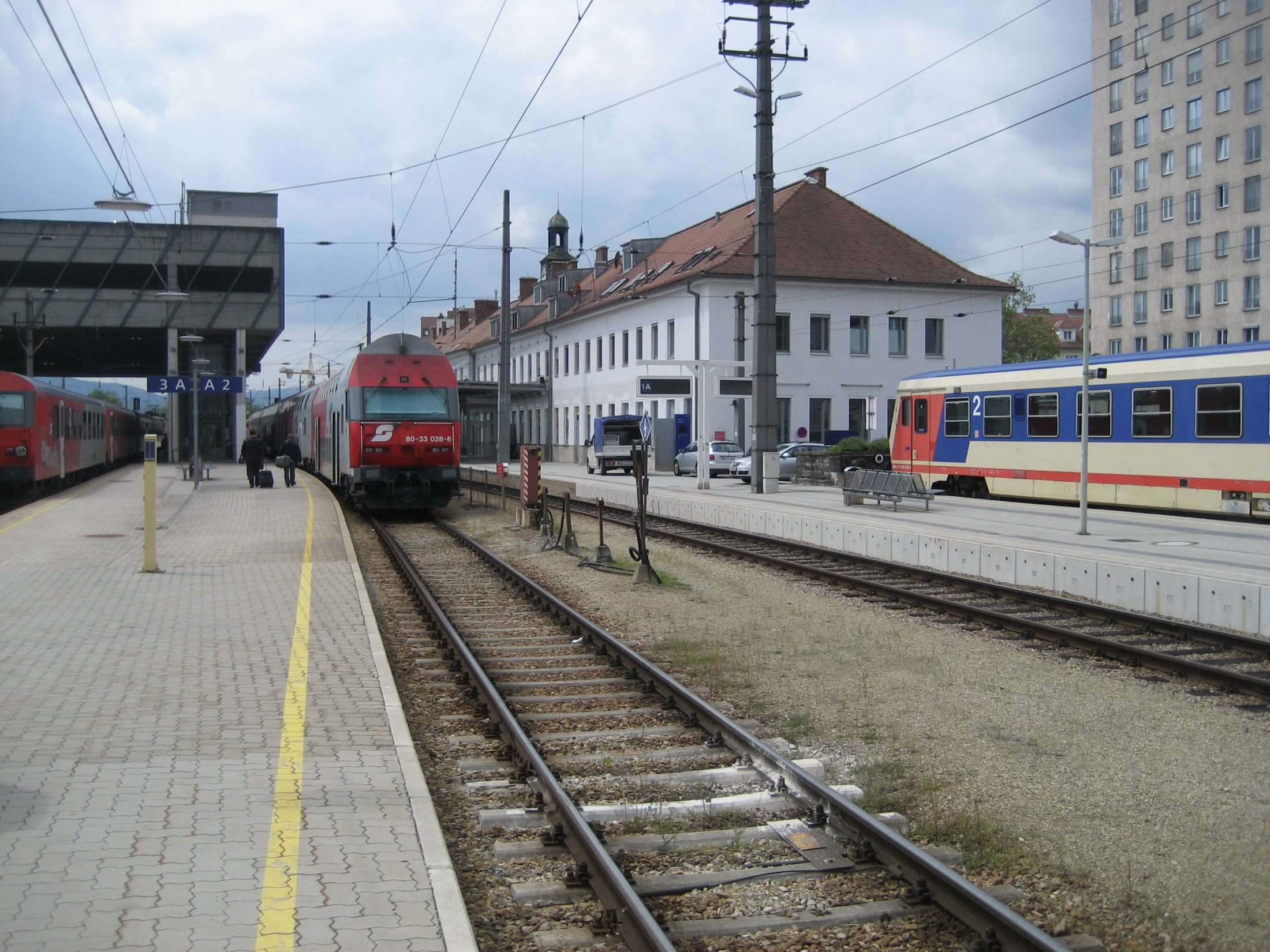
Bahnhof Krems, hier trifft die Strecke auf die Franz-Josefs-Bahn und Donauuferbahn
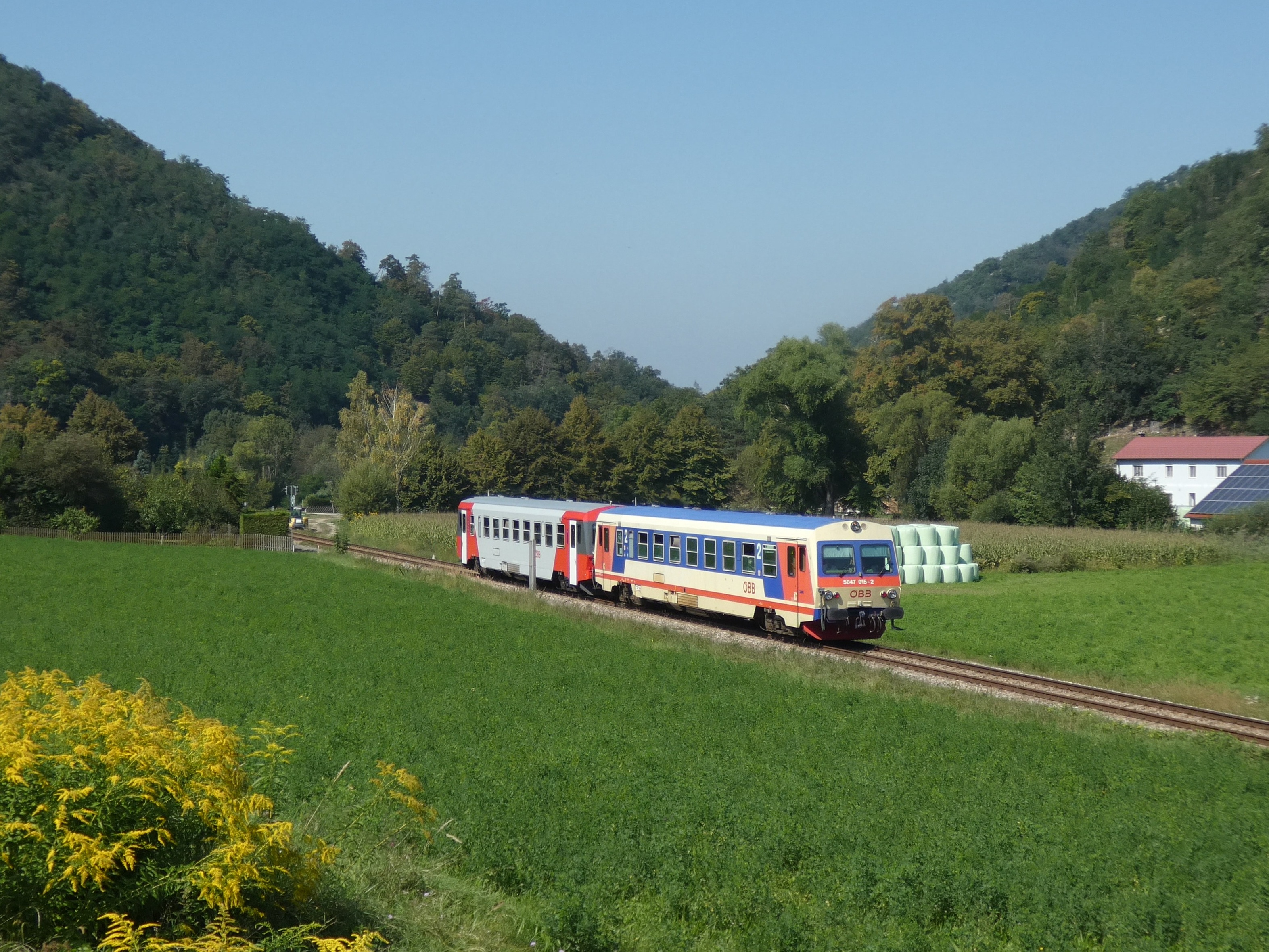
ÖBB 5047-Doppeltraktion bei Paudorf.